# Rubineia (kommun)
Rubineia är en kommun i Brasilien.   Den ligger i delstaten São Paulo, i den södra delen av landet, 600 km sydväst om huvudstaden Brasília. Antalet invånare är 2 862.
Följande samhällen finns i Rubineia:
- Rubineia

Omgivningarna runt Rubineia är en mosaik av jordbruksmark och naturlig växtlighet. Runt Rubineia är det ganska glesbefolkat, med 30 invånare per kvadratkilometer.